# Gustav von Kessel (General, 1797)
Karl Gustav Moritz von Kessel (* 27. März 1797 in Groß Neudorf; † 16. Januar 1857 in Erfurt) war ein preußischer Generalmajor.

## Leben

### Herkunft
Gustav war ein Sohn des Landesältesten des Kreises Brieg Karl Moritz von Kessel (1748–1822) und dessen zweiten Ehefrau Charlotte, geborene von Wallenrodt (1776–1847).

### Militärkarriere
Aus dem Kadettenkorps kommend wurde Kessel als Portepeefähnrich der 4. Kompanie des Regiments Garde der Preußischen Armee überwiesen. Für sein Verhalten in der Schlacht bei Großgörschen mit dem Eisernen Kreuz II. Klasse ausgezeichnet, avancierte er Mitte Mai 1813 zum Sekondeleutnant und nahm im weiteren Verlauf der Befreiungskriege an den Kämpfen bei Bautzen sowie Paris teil.
Nach dem Krieg stieg Kessel bis Mitte April 1828 zum Kapitän und Kompaniechef auf. Unter Beförderung zum Major wurde er am 30. März 1839 zweiter Kommandeur des I. Bataillons im 3. Garde-Landwehr-Regiment in Görlitz. Daran schloss sich am 26. März 1841 seine Rückversetzung in das 1. Garde-Regiment zu Fuß an und Kessel kommandierte bis zum 1. Januar 1849 das Füsilier-Bataillon. Anschließend wurde er zum Kommandeur des 29. Infanterie-Regiments ernannt und am 8. Mai 1849 zum Oberstleutnant befördert. Sein Regimentschef Großherzog Leopold von Baden zeichnete ihn im Jahr darauf mit dem Kommandeurkreuz des Ordens von Zähringer Löwen aus. Am 18. Januar 1851 stieg Kessel zum Oberst auf und nahm Ende April 1852 auf Weisung von König Friedrich Wilhelm IV. an der Beisetzung des Großherzogs in Karlsruhe teil. Aus Anlass der 40-jährigen Wiederkehr der Schlacht bei Großgörschen erhielt Kessel am 2. Mai 1853 das Ritterkreuz des Königlichen Hausordens von Hohenzollern. Am 23. Mai 1854 folgte seine Versetzung nach Erfurt als Kommandeur der 15. Infanterie-Brigade und in dieser Stellung avancierte Kessel am 13. Juli 1854 zum Generalmajor. Nachdem er am 18. Dezember 1856 seinen Abschied mit der gesetzlichen Pension genommen hatte, verstarb Kessel wenige Wochen später und wurde am 20. Januar 1857 auf dem Augustfriedhof in Erfurt beigesetzt.

### Familie
Kessel hatte sich am 2. Oktober 1830 in Potsdam mit Auguste von Bassewitz (1810–1897) verheiratet. Sie war eine Tochter des Oberpräsidenten der Provinz Brandenburg Friedrich Magnus von Bassewitz (1773–1858) und dessen Ehefrau Adelheid, geborene von Gerlach (1784–1865). Die Ehe blieb kinderlos.